# Емельянов, Зиновий Васильевич
Зиновий Васильевич Емельянов (13 ноября 1907, Заорешье, Санкт-Петербургская губерния — не ранее декабрь 1956) — советский военачальник, полковник, участник Великой Отечественной войны.

## Биография
Зиновий Васильевич Емельянов родился 13 ноября 1907 года в деревне Заорешье (ныне — Лужский район Ленинградской области). Работал чернорабочим в одной из ленинградских больниц. В ноябре 1929 года был призван на службу в Рабоче-Крестьянскую Красную Армию. В 1930 году окончил полковую школу, в 1932 году — курсы по подготовке командного состава пехоты, в 1934 году — курсы усовершенствования командного состава зенитной артиллерии в Севастополе, в 1937 году — курсы усовершенствования начальствующего состава военно-хозяйственной службы. 
К началу Великой Отечественной войны служил командиром батальона 1-го зенитно-пулемётного полка Московского военного округа.
Участвовал в битве за Москву, будучи сначала командиром батальона в том же полку, а с конца декабря 1941 года — командиром 22-го зенитно-пулемётного полка. Зенитчики под его командованием отражали немецкие авиационные налёты, прикрывали важные объекты и коммуникации Центрального промышленного района. В мае 1943 года полк Емельянова был преобразован в 3-ю зенитно-пулемётную дивизию ПВО. С мая 1944 года являлся заместителем командира 1-й зенитно-пулемётной дивизии Московского фронта ПВО.
После окончания войны продолжал службу в Советской Армии. 
В декабре 1956 года в звании полковника был уволен в запас. 
Дальнейшая судьба не установлена.

## Награды
- Орден Ленина (5 ноября 1954 года);
- Орден Красного Знамени (15 ноября 1950 года);
- 2 ордена Красной Звезды (22 февраля 1943 года, 3 ноября 1944 года);
- Медаль «За оборону Москвы» и другие медали.